# Врдила
Врдила је насељено место града Краљева у Рашком округу. Према попису из 2022. било је 737 становника. Село је удаљено 13 километара од Краљева.

## Демографија
У насељу Врдила живи 744 пунолетна становника, а просечна старост становништва износи 43,4 година (42,3 код мушкараца и 44,6 код жена). У насељу има 300 домаћинстава, а просечан број чланова по домаћинству је 3,08.
Ово насеље је великим делом насељено Србима (према попису из 2002. године).

## Историја
Село се први пут спомиње 1516. године као мезра у тимару Хамзе, диздара града Маглича насељено Власима који су уместо ушура плаћали спахији одсеком годишње 100 акчи. Од 1804. Врдила су део Самаилског среза, од 1824. се спомињу под именом 'Вердила', од 1830. постају део моравске капетаније, 1834-39 део су Надибра, а 13. јула 1839.године постаје општина као део Чачанског окружја.
У селу се налази и црквени Храм Богојављења, који постоји више векова, али је више пута обнављана. На темељима старе цркве изграђена је садашња 1922. године, као задужбина народа из Надибра. Подигнут је као споменик ратницима погинулим, умрлим и несталим у балканским и Првом светском рату од 1912. до 1918. године. Било је више приложника, а највише је изградњи помогао краљ Александар I Карађорђевић. Цркву је пројектовао руски архитект Михаил Глушченко. Спомен-цркву је 28. августа 1936. осветио епископ жички Николај.
Михаил Глушченко је дошао у Краљевину СХС после окончане Октобарске револуције, као политички азилант, заједно са преко 40 хиљада Руса. Припада групи тзв. 'Краљевачких Руса”, који су били углавном високо образовани људи, различитих профила. Глушченко је, са дипломом 'Архитектурног факултета' Универзитета у Кијеву, предавао цртање и писање од 1921. до 1923, а водио је и приватну школу модерног цртања и уметности.
Прве сељачке радне задруге настајале су и у Врдилима, прва таква у селу је била „Зора социјализма”, настала после Другог светског рата тачније 1951. године и постојала је до 1957. године. Друга задруга је била „Слога” и трајала је 1981-2002. године.
Од 2010. године до 2013. године у Врдилима су вођена истраживачке активности Нафтне индустрије Србије због сумње да је село богато налазиштима нафте. Нафта није пронађена.
Дана 3. јуна 2019. године село Врдила је погодила велика поплава, у којој је многим домаћинствима нанета велика имовинска штета. У Врдилима је готово сваком пољопривредном домаћинству уништена њива, а река је носила са собом стоку, стабла дрвећа а срушена су и 5 моста која повезују село са Ибарском магистралом и Краљевом.
Дана 28. марта 2020. године почели радови на рушењу темеља старог моста и изградњи новог, планирано време завршетка радова је месец дана. 7. октобра 2020. године на мосту су започети и завршени радови на асфалтирању, а већ сутрадан мост је био спреман за употребу.
У суботу 04.03.2023. године Министар грађевинарства, саобраћаја и инфраструктуре Горан Весић је изјавио да је усвојен генерални пројекат изградње брзе саобраћајнице Краљево - Нови Пазар, који би скратио путовање из Новог Пазара до Београда , на два и по сата уз могућност развоја инвестиција за Нови Пазар, Рашку и Краљево. Такође, део брзе саобраћајнице пролазиће кроз долину Врдилске реке.

## Образовање
Село има основну школу „Јован Дучић”, која обухвата ученике прва четири разреда и представља истурено одељење ОШ „Јован Дучић” Роћевићи, која је основана 1910. године. Претходно је носила назив по Слободану Пенезићу Крцуну.
Током својих путовања по Србији, Јоаким Вујић је боравио у Врдилима. Захваљујући његовој књизи Путошествија по Србији остаће у историји убележен податак да ’’основна школа у Врдилима је према неким историјским списима изграђена 1819. године што је чини једном од најстаријих школа у Србији, када је село имало 94 'пореске главе’’. Поред основне школе су били и учитељски станови у којима су становали учитељи Нада и Младен Чукаловић, најистакнутији учитељи с 1960-их и 1970-их година, иначе родитељи проф. др Ивана Чукаловића, професора на Правном факултету у Крагујевцу.
Основну школу у Врдилима похађао је и Сава Сретеновић из Дедеваца, начелник у Министарству просвете и професор богословије (Београд) и члан Српске Краљевске академије (САНУ) од 1855. године.

## Споменици културе
Споменицима од значаја за град Краљеву је, Одлуком града Краљева 2019. године, проглашено 3 спомен обележја и то:
СПОМЕН-ЧЕСМА ПОСВЕЋЕНА ПОГИНУЛИМ У ПРВОМ СВЕТСКОМ РАТУ
- подигнута на Богојављење 1981. године, у подножју црквеног дома у Врдилима, посвећена "јунацима парохије у Врдилима који положише животе бранећи своју веру и отаџбину у ратовима од 1912. до 1918. године".
СПОМЕН-ЦРКВА ПОСВЕЋЕНА ПОГИНУЛИМ У БАЛКАНСКИМ И ПРВОМ СВЕТСКОМ РАТУ У ВРДИЛИМА
- подигнута 1922. године у славу и сећање на погинуле, умрле и нестале српске војнике у балканским и Првом светском рату 1912-1918. године.
СПОМЕН-ОБЕЛЕЖЈЕ БРАЋИ ПАЈИЋ
- подигнуто са десне стране пута Врдила-Дедевци, посвећено браћи Пајић: Драгојлу, Добрици и Рајици који су заједно, са тог места, кренули у рат 1912. године.

## Познати мештани/места
Радиша Воштинић - познати произвођач ракије и вина, с почетка 20. века, производио је тада надалеко познату ракију од нане - Нановачу.
Из Врдила је Душан Анђелковић, фудбалер ФК Црвена звезда, а у селу живи и Маја Ковачевић, председница Удружења Персида Карађорђевић и позната мајка 11-оро деце. 15. фебруара поводом велике свечаности Дана државности Републике Србије, председник Србије Александар Вучић одликовао је Мају Ковачевић Златном медаљом за заслуге.
Локални фудбалски клуб Младост, основан још давне 1973. године, такмичи се у Рашкој окружној лиги у сезони 2019/20. Од септембра 2018. године је почела реконструкција фудбалског стадиона, на коју је засејана енглеска трава, постављени су рефлектори, ограде и голови, а августа 2019. године стадион постаје спреман за одржавање мечева.Прва првенствена утакмица на реновираном стадиону одиграна је 24. августа 2019. године против ФК Тавник, меч је завршен резултатом 0:0. Од 25. августа 2019. године са радом је после 15 година паузе почела школа фудбала за децу најмлађег узраста, а опрему за малишане донирао је енглески фудбалски клуб Стивениџ, који наступа у четвртој лиги Енглеске.
Већ неколико година ради и енглеска фабрика смрзнутог воћа 'Монди Ламекс'(која је купила компанију 'Монди Сербиа'), најуспешнија таква компанија у југоисточној Европи.
Одлуком Скупштине града Краљева, 27.12.2018. године, сва села на територији града Краљева су добили своје улице. Село Врдила је добило 26 улица, од којих је главна улица Краља Милана која иде од једног краја села до другог. Осим ње, ту су и улице Бранка Радичевића, Београдска, 8. марта, Слободана Пенезића Крцуна, Јастребска, Његошева итд.
|  |

| Демографија | Демографија | Демографија |
| Година      | Становника  | Становника  |
| ----------- | ----------- | ----------- |
| 1948.       | 1.052       |             |
| 1953.       | 1.037       |             |
| 1961.       | 1.051       |             |
| 1971.       | 1.063       |             |
| 1981.       | 1.055       |             |
| 1991.       | 1.018       | 999         |
| 2002.       | 925         | 961         |

| Етнички састав према попису из 2002. | Етнички састав према попису из 2002. | Етнички састав према попису из 2002. | Етнички састав према попису из 2002. | Етнички састав према попису из 2002. |
| ------------------------------------ | ------------------------------------ | ------------------------------------ | ------------------------------------ | ------------------------------------ |
|                                      |                                      |                                      |                                      |                                      |
| Срби                                 | Срби                                 |                                      | 918                                  | 99,24%                               |
| Црногорци                            | Црногорци                            |                                      | 2                                    | 0,21%                                |
| Хрвати                               | Хрвати                               |                                      | 2                                    | 0,21%                                |
| Словаци                              | Словаци                              |                                      | 1                                    | 0,10%                                |
| непознато                            | непознато                            |                                      | 0                                    | 0,0%                                 |

| \| \| м \| \| \| ж \| \| ? \| 3 \| \| \| 6 \| \| 80+ \| 9 \| \| \| 20 \| \| 75—79 \| 15 \| \| \| 21 \| \| 70—74 \| 35 \| \| \| 33 \| \| 65—69 \| 33 \| \| \| 50 \| \| 60—64 \| 40 \| \| \| 29 \| \| 55—59 \| 17 \| \| \| 28 \| \| 50—54 \| 25 \| \| \| 29 \| \| 45—49 \| 40 \| \| \| 31 \| \| 40—44 \| 32 \| \| \| 25 \| \| 35—39 \| 35 \| \| \| 30 \| \| 30—34 \| 21 \| \| \| 33 \| \| 25—29 \| 23 \| \| \| 18 \| \| 20—24 \| 25 \| \| \| 19 \| \| 15—19 \| 28 \| \| \| 31 \| \| 10—14 \| 37 \| \| \| 25 \| \| 5—9 \| 27 \| \| \| 20 \| \| 0—4 \| 9 \| \| \| 23 \| \| Просек : \| 42,3 \| \| \| 44,6 \| |      |  |  |      |
| |      |  |  |      |
| | м    |  |  | ж    |
| ? | 3    |  |  | 6    |
| 80+ | 9    |  |  | 20   |
| 75—79 | 15   |  |  | 21   |
| 70—74 | 35   |  |  | 33   |
| 65—69 | 33   |  |  | 50   |
| 60—64 | 40   |  |  | 29   |
| 55—59 | 17   |  |  | 28   |
| 50—54 | 25   |  |  | 29   |
| 45—49 | 40   |  |  | 31   |
| 40—44 | 32   |  |  | 25   |
| 35—39 | 35   |  |  | 30   |
| 30—34 | 21   |  |  | 33   |
| 25—29 | 23   |  |  | 18   |
| 20—24 | 25   |  |  | 19   |
| 15—19 | 28   |  |  | 31   |
| 10—14 | 37   |  |  | 25   |
| 5—9 | 27   |  |  | 20   |
| 0—4 | 9    |  |  | 23   |
| Просек : | 42,3 |  |  | 44,6 |

| Година пописа     | 1948. | 1953. | 1961. | 1971. | 1981. | 1991. | 2002. |
| ----------------- | ----- | ----- | ----- | ----- | ----- | ----- | ----- |
| Број домаћинстава | 206   | 209   | 262   | 298   | 300   | 325   | 300   |

| Број чланова      | 1  | 2  | 3  | 4  | 5  | 6  | 7 | 8 | 9 | 10 и више | Просек |
| ----------------- | -- | -- | -- | -- | -- | -- | - | - | - | --------- | ------ |
| Број домаћинстава | 63 | 73 | 49 | 50 | 32 | 27 | 3 | 2 | 1 | 0         | 3,08   |

| Пол    | Укупно | Неожењен/Неудата | Ожењен/Удата | Удовац/Удовица | Разведен/Разведена | Непознато |
| ------ | ------ | ---------------- | ------------ | -------------- | ------------------ | --------- |
| Мушки  | 381    | 97               | 255          | 18             | 9                  | 2         |
| Женски | 403    | 60               | 258          | 76             | 9                  | 0         |
| УКУПНО | 784    | 157              | 513          | 94             | 18                 | 2         |

| Пол    | Укупно                    | Пољопривреда, лов и шумарство | Рибарство                            | Вађење руде и камена | Прерађивачка индустрија       |
| ------ | ------------------------- | ----------------------------- | ------------------------------------ | -------------------- | ----------------------------- |
| Мушки  | 191                       | 69                            | 0                                    | 0                    | 45                            |
| Женски | 102                       | 43                            | 0                                    | 0                    | 27                            |
| Укупно | 293                       | 112                           | 0                                    | 0                    | 72                            |
|        |                           |                               |                                      |                      |                               |
| Пол    | Производња и снабдевање   | Грађевинарство                | Трговина                             | Хотели и ресторани   | Саобраћај, складиштење и везе |
| Мушки  | 2                         | 17                            | 18                                   | 1                    | 13                            |
| Женски | 0                         | 1                             | 8                                    | 0                    | 1                             |
| Укупно | 2                         | 18                            | 26                                   | 1                    | 14                            |
|        |                           |                               |                                      |                      |                               |
| Пол    | Финансијско посредовање   | Некретнине                    | Државна управа и одбрана             | Образовање           | Здравствени и социјални рад   |
| Мушки  | 1                         | 0                             | 8                                    | 8                    | 4                             |
| Женски | 2                         | 1                             | 1                                    | 6                    | 10                            |
| Укупно | 3                         | 1                             | 9                                    | 14                   | 14                            |
|        |                           |                               |                                      |                      |                               |
| Пол    | Остале услужне активности | Приватна домаћинства          | Екстериторијалне организације и тела | Непознато            | Непознато                     |
| Мушки  | 3                         | 0                             | 0                                    | 2                    | 2                             |
| Женски | 1                         | 0                             | 0                                    | 1                    | 1                             |
| Укупно | 4                         | 0                             | 0                                    | 3                    | 3                             |